# Internierungslager Grossau
Das Internierungslager Grossau für Staatsbürger aus mit Österreich-Ungarn im Krieg befindlichen Staaten sowie für Inländer, die freundschaftlicher Gesinnung für einen Feindstaat verdächtigt wurden, bestand von 1914 bis 1918 während des Ersten Weltkrieges. Es befand sich in Schloss Großau in Großau bei Raabs an der Thaya im niederösterreichischen Waldviertel.

## Geschichte
Am 29. August 1914 wurde das damals leerstehende, im Besitz des kaiserlichen Rats Natonek stehende Schloss von der Bezirkshauptmannschaft Waidhofen an der Thaya gemäß Kriegsleistungsgesetz in Anspruch genommen.
Als Internierungslager belegt wurde das Schloss am 7. September 1914 durch die Verlegung von etwa 130 Personen aus dem Internierungslager Karlstein an der Thaya, das wegen der teilweisen Einsturzgefahr des dortigen Schlosses Karlstein kurzfristig geräumt werden musste. Ende Oktober wurde die Kapazität des neuen Lagers durch die Besiedelung des Schüttkastens aufgestockt. Im Mai 1915 wurde dieser aber wieder geräumt.
Im Oktober 1914 erhielt die Bezirkshauptmannschaft Waidhofen an der Thaya als Lagerverwaltung die Genehmigung, im Schloss ein Zentralkrankenhaus für alle von der BH Waidhofen an der Thaya verwalteten Internierungslager einzurichten. Dieses Krankenhaus hatte eine Kapazität von 80 Betten.
Der ursprüngliche Besitzer des Gutes Großau verkaufte es im Lauf des Jahres an den Besitzer der Burg Raabs an der Thaya, Baron Robert Freiherr Klinger von Klingerstorff. Dadurch wurden Neuverhandlungen über die Nutzung des Schlosses als Internierungslager notwendig. Auf Wunsch des neuen Besitzers wurde das Krankenhaus geschlossen und in das Internierungslager Drosendorf verlegt.
Nach dem feindlichen Kriegseintritt des Königreichs Italien wurde die Kapazität durch die Errichtung von Baracken um 400 Plätze aufgestockt. Am 10. August 1915 wurde die Fertigstellung dieser Unterkünfte gemeldet. Ende 1915 wurden die Räumlichkeiten im Schloss geräumt und die neu errichtete Baracken bezogen.
Nachdem am 29. April 1917 die bis dahin einquartierten Engländer und Franzosen aus Großau verlegt wurden, wurde das Lager am 1. Mai 1917 vorübergehend geräumt. Unter den Internierten war auch der Bruder von James Joyce, Stanislaus Joyce, der vom Internierungslager Kirchberg an der Wild hierher verlegt worden war.
An ihrer Stelle wurden nun „russophile Inländer“ – Staatsbürger Österreich-Ungarns, denen man eine Zusammenarbeit mit Russland zutraute – aus dem Internierungslager Thalerhof bei Graz in der Steiermark nach Großau verlegt. Sie wurden hier aber nur konfiniert. Das bedeutete, dass sie im Barackenlager untergebracht und verköstigt wurden und bei Bedarf neue Kleidung erhielten. Ihre Bewegungsfreiheit war zeitlich und räumlich auf etwa 5 Kilometer im Umkreis begrenzt.
Ende Oktober 1917 wurde das Lager durch Entlassungen und Verlegungen in andere Lager erneut geräumt. Die Neubelegung am 10. Jänner 1918 erfolgte durch die Verlegung von montenegrinischen Offizieren und Zivilisten aus dem westungarischen Lager Boldogasszony (Frauenkirchen, Burgenland). Diese wurden ebenfalls konfiniert. Bis zur Auflösung des Internierungslagers waren nur noch Montenegriner in Großau einquartiert.